# Heinrich von Sybel

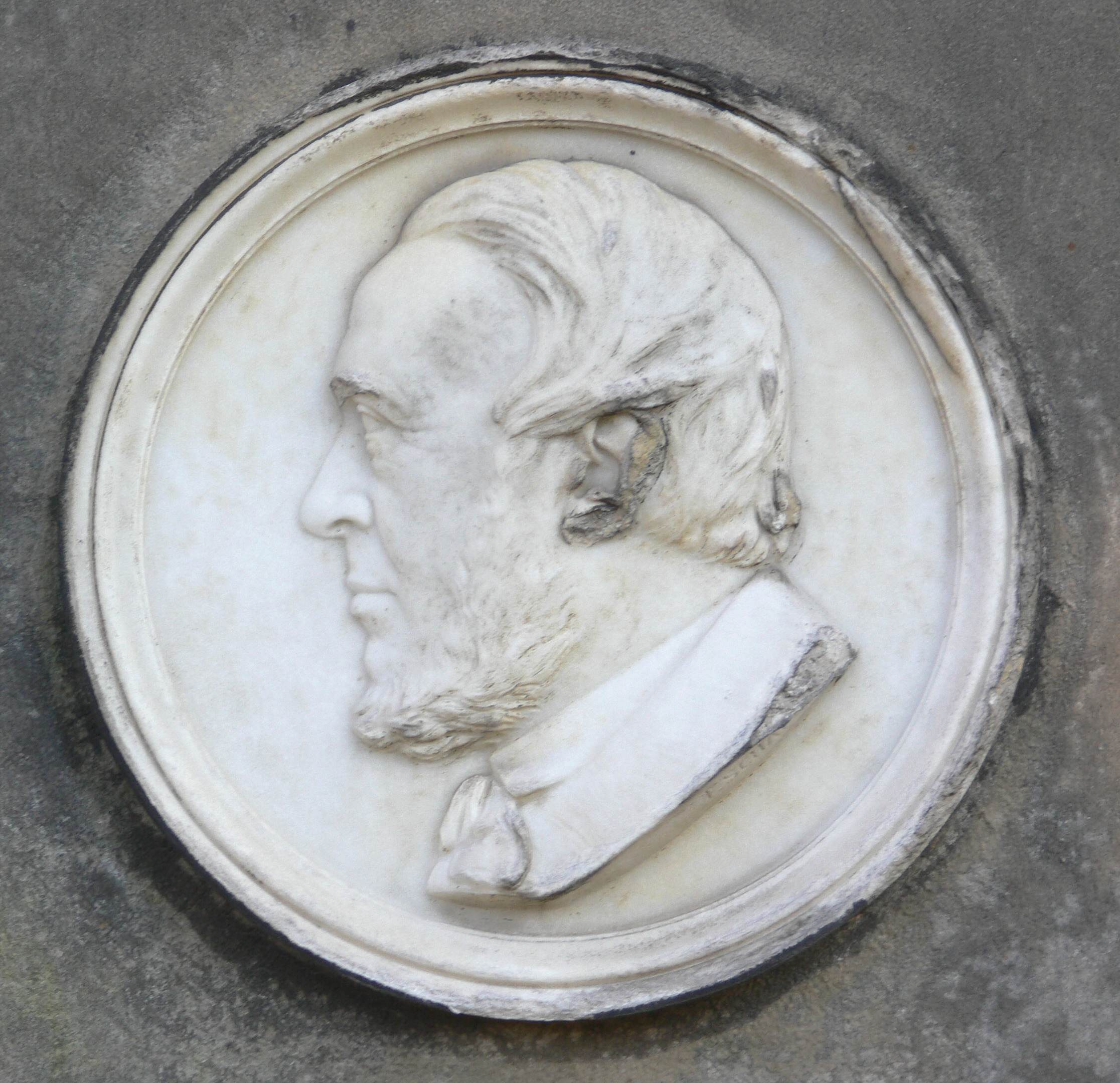
Retrato en relieve sobre su tumba en el Alter St.-Matthäus-Kirchhof de Berlín-Schöneberg.

Heinrich Karl Ludolf Sybel, desde 1831 von Sybel (Düsseldorf, 2 de diciembre de 1817 - Marburgo, 1 de agosto de 1895) fue un historiador, archivero y político alemán.

## Biografía

### Orígenes
Heinrich Sybel provenía de una familia de pastores y maestros protestantes de Soest, Westfalia. Era hijo de Heinrich Ferdinand Philipp von Sybel (1781-1870), un abogado enriquecido gracias a su matrimonio —cuya herencia recibió en 1831—, y de Charlotta Amalie Brügelmann (1798-1846), hija del fabricante Karl Friedrich Brügelmann. Su hermano Alexander (1823-1902) fue un importante funcionario y político en la provincia del Rin.

### Formación y primeras obras
Después de graduarse en la escuela (Abitur), comenzó a estudiar Historia en la Universidad Friedrich-Wilhelm de Berlín, donde a partir de 1834 se convirtió en alumno de Leopold Ranke. Sybel terminó sus estudios como doctor philosophiæ  en 1838; dos años más tarde, entró en proceso de habilitación para la Universidad Renana Friedrich-Wilhelm, de Bonn. En 1841 publicó una Geschichte des ersten Kreuzzugs (Historia de la primera cruzada), donde afirmaba que ni Pedro el Ermitaño había sido el autor, ni Godofredo de Bouillón había sido el líder da la cruzada. Tras conseguir trabajo como profesor en dicha universidad, en 1844 recibió una cátedra extraordinaria.

### Actividad política
En otoño del año siguiente, Sybel aceptó un puesto en Marburgo, ciudad en la que también desarrolló una notable actividad política, adscrito al movimiento liberal. Así, en 1848 se convirtió en miembro del preparlamento de Fráncfort, reunido entre el 31 de marzo y el 3 de abril en la Paulskirche. Entre 1848 y 1849, Sybel también participó en la reunión de Kassel como integrante del sector moderado. Como tal, rechazó las propuestas de la soberanía popular y el sufragio universal.
Entre el 20 de marzo y el 29 de abril de 1850, estuvo presente en la Cámara de los Estados (Ständehaus) del Parlamento de la Unión de Erfurt, que se reunía en la iglesia de los agustinos. Asimismo, entre 1862 y 1864, y nuevamente entre 1874 y 1880, fue diputado en la Cámara de Representantes de Prusia; durante los años restantes, en 1867 participó en el Reichstag constituyente de la Confederación Alemana del Norte. Contrario al catolicismo, también se involucró en la Kulturkampf del lado del canciller prusiano Otto von Bismarck.

### Labor académica
Al margen de su actividad política, Sybel enseñó Historia desde 1856 en la Universidad Ludwig-Maximilian de Múnich, donde fundó el seminario histórico que aún hoy existe. Además, en nombre del entonces rey bávaro Maximiliano II, trató de organizar seminarios en las otras dos universidades estatales: la Friedrich-Alexander, de Erlangen, y la Julius-Maximilian, de Wurzburgo. En el caso de Erlangen, lo realizó en estrecha colaboración con otro estudiante de Ranke, Karl Hegel; ambos mantenían contacto a través de la Comisión Histórica, que Sybel y Ranke habían fundado en 1858 como parte de la Academia de Ciencias de Baviera. En esta organización ejerció de secretario hasta 1862, y como presidente desde 1886 hasta 1895.
Durante su estancia en Múnich, en 1859 fundó la pionera Historische Zeitschrift, que dirigió hasta el final de su vida. Una noticia menos favorable fue el fracaso del plan para la edición de las Actas del Reichstag, cuyos trabajos preparatorios había realizado el historiador Georg Voigt, apoyado por dos estudiantes de Sybel, Wilhelm Maurenbrecher y Hans Delbrück .

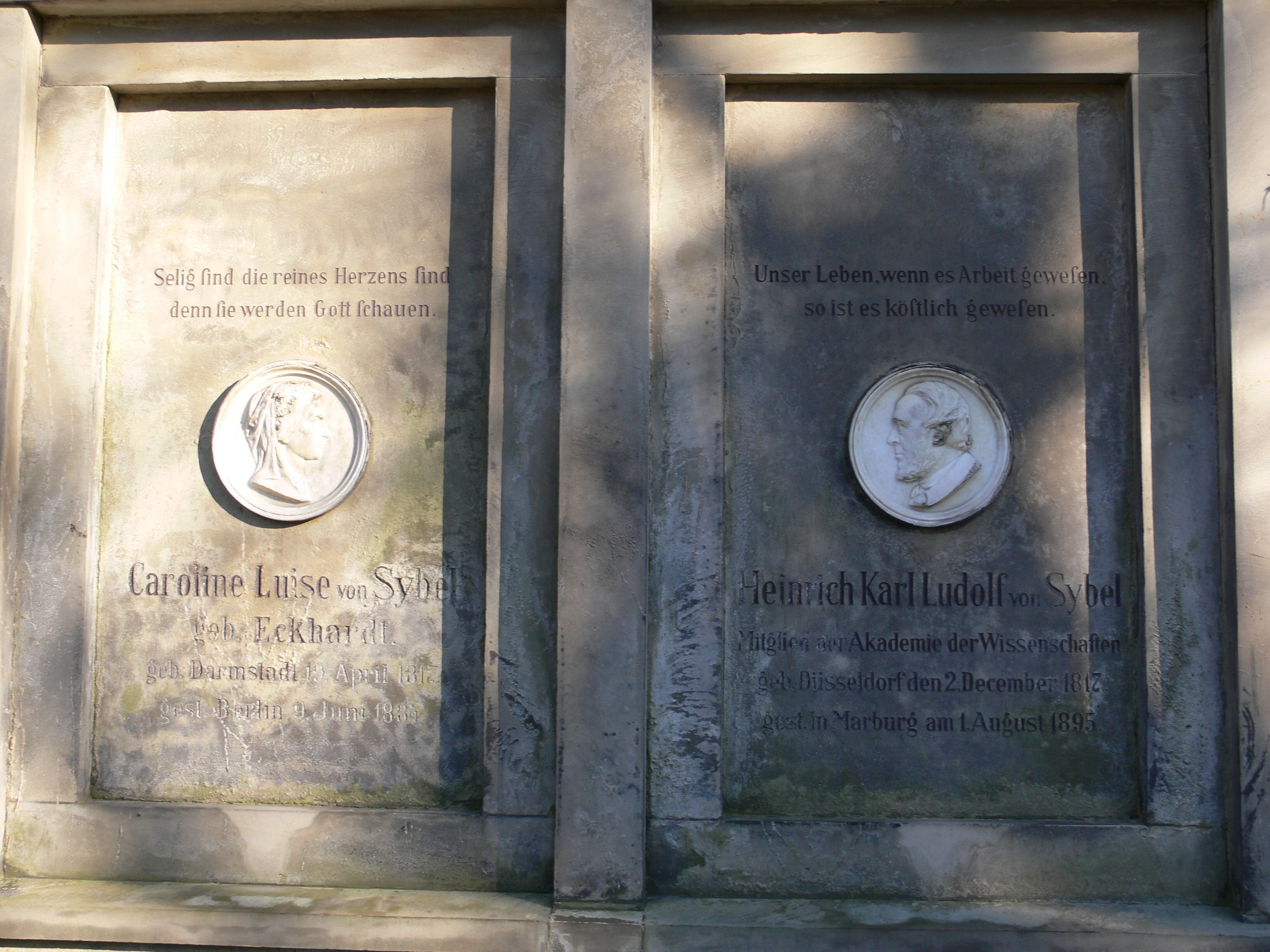
Tumba del matrimonio Sybel en el Alter St.-Matthäus-Kirchhof de Berlín-Schöneberg.

En 1861, Sybel aceptó una oferta de la Universidad de Bonn, en la que ocupó el puesto de rector entre 1867 y 1868. Tras la guerra franco-prusiana y la proclamación del Imperio alemán, en 1875 se le confió la gestión de los Archivos Estatales prusianos, e ingresó en la Academia Prusiana de las Ciencias como miembro de pleno derecho, tras haber recibido en mayo del año anterior la condecoración Pour le Mérite de las Ciencias y las Artes. También colaboró en la fundación del Instituto Histórico Alemán de Roma y supervisó la nunciatura papal durante años.

### Muerte
Heinrich von Sybel murió el 1 de agosto de 1895, a la edad de 77 años, en la casa de su hijo Ludwig, sita en Marburgo. Desde entonces yace junto a su mujer, Caroline Eckhardt (1817-1884) en el Alter St.-Matthäus-Kirchhof, en el barrio de Berlín-Schöneberg, en un panteón familiar que él mismo había adquirido a la muerte de su esposa. Construida por Carl Mittag, se trata de un nicho simple y de dos ejes, que destaca por dos relieves de Fritz Schaper, en los que se representa de perfil a Sybel y a Caroline. Desde 1952 hasta 2013 figuró como tumba de honor (Ehrengrab) de Berlín.

### Familia
Se casó en 1841 con Karoline Eckhardt (1817-1884), hija del Geodesista Christian Eckhardt (1784-1866). La pareja tuvo dos hijos: Friedrich Ludwig Karl (1844-1927) y Ludwig Bruno (1846-1929).

## Obra y repercusión

### Ideas fundamentales

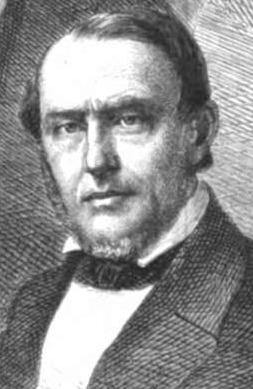
Heinrich von Sybel, ilustración de Hermann Scherenberg, 1862.

Como discípulo de Ranke, Sybel fue uno de los fundadores de la historia como disciplina. Sus investigaciones se centraron en la historia del Sacro Imperio durante la Edad Media, en parte para legitimar el recién fundado Imperio alemán. Autores como Wolfgang Mommsen han visto en Sybel un excelente ejemplo de que la objetividad no debe entenderse en el sentido de neutralidad política, idea que aplicaría también para Ranke. En cambio, otros historiadores coetáneos a Sybel rechazaban esta consideración casi por completo, como es el caso de Johann Gustav Droysen.
Así, Sybel comprendió que la investigación histórica de la «Alemania medieval» era de gran interés para justificar la existencia de un «Segundo Imperio» —como también se denominó al Imperio alemán—. Completó su labor historiográfica e ideológica con una monumental historia de la fundación del imperio, Die Begründung des Deutschen Reiches durch Wilhelm I. vornehmlich nach den preußischen Staatsacten (La fundación del Imperio alemán por Guillermo I, principalmente según las actas estatales prusianas), publicada en siete volúmenes entre 1889 y 1994. Para Sybel, una de las principales tareas de los estudios de historia era la educación profesional, tanto de historiadores especializados como de profesores de historia para el Estado y la nación.

### La controversia Sybel-Ficker
La denominada «controversia Sybel-Ficker» fue un importante debate entre el propio Sybel y el historiador Julius Ficker, catedrático de la Universidad Leopold-Franzen de Innsbruck. Fue Sybel quien inició la controversia cuando, en una conferencia de 1859, calificó las medidas del Sacro Imperio Romano en la península itálica como «antinacionales». Las políticas italiana y universal de los gobernantes —afirmaba Sybel— habían impedido el surgimiento de un Estado nación alemán y, por lo tanto, debían considerarse fatales.
Ficker, en cambio, contradijo su parecer en varias conferencias de 1861, donde justificaba a los emperadores y su política universal y «nacional». Para él, la Edad Media no debía juzgarse desde su perspectiva presente; además, el Estado nación no era un único objetivo histórico deseable.
Si bien la historiografía alemana inmediatamente posterior defendió las ideas de Sybel —caso de Georg von Below y su Die italienische Kaiserpolitik des deutschen Mittelalters mit besonderem Hinblick auf die Politik Friedrich Barbarossas (La política imperial italiana de la Edad Media alemana, con especial atención a la política de Federico Barbarroja, Múnich, 1927)—, en la actualidad se consideran demasiado parciales e interesadas, con una mayor preferencia por los argumentos de Ficker.

### Polémica con Ernst Hermann
Desde 1861 también tuvo un debate con Ernst Adolf Herrmann, de la Universidad de Marburgo, sobre el origen de la coalición europea contra la Francia revolucionaria a finales del siglo xviii. En ese mismo año, Herrmann había publicado su obra Die österreichisch-preußische Allianz vom 7. Febr. 1792 und die zweite Teilung Polens (La alianza austro-prusiana del 7 de febrero de 1792 y la segunda partición de Polonia, Gotha, 1861), a la que Sybel respondió en Forschungen zur deutsche Geschichte (Investigaciones sobre historia alemana) y un volumen suplementario a su historia de Rusia, Diplomatische Korrespondenzen aus der Revolutionszeit (Correspondencias diplomáticas de la época revolucionaria, Gotha, 1866).

### Repercusión
El papel historiográfico de Heinrich von Sybel —a todas luces importante— fue más el de un organizador de la disciplina que el de un investigador especializado; así, no sorprende que pocas de sus obras continúen vigentes. Una de sus principales contribuciones fue la formación paralela de historiadores especializados y profesores de historia, parte del proceso de profesionalización e institucionalización de los estudios de Historia en las universidades.
Acompañó esto con el establecimiento de los seminarios históricos. Al contrario que las sociedades históricas, vigentes en las universidades alemanas hasta la segunda mitad del siglo xix, los seminarios añadían a la labor investigadora una biblioteca institucional y presupuesto propio.
Uno de sus alumnos más relevantes fue Friedrich Philippi (1853-1930), archivista e historiador destacado por las excavaciones en el yacimiento romano de Haltern, el estudio de la Tabula Peutingeriana u otros trabajos sobre las edades Media y Moderna.

## Actitudes políticas
Sybel participó en el debate abierto durante la segunda mitad del siglo xix sobre la inscripción de mujeres en las universidades. Desde su postura contraria, afirmó:

Das Gebiet der Frau ist das scheinbar enge und einförmige des inneren häuslichen Lebens; die Domäne des Mannes ist die Welt da draußen, die Wissenschaft, die Rechtsordnung, der Staat.
El área de la mujer es el aparentemente estrecho y uniforme de la vida doméstica interna; El dominio del hombre es el mundo, la ciencia, el sistema legal, el estado.

## Escritos
- Geschichte des ersten Kreuzzugs [Historia de la primera cruzada], Düsseldorf, Schreiner, 1841. (Texto completo)
- Der heilige Rock zu Trier und die zwanzig andern heiligen ungenähten Röcke. Eine historische Untersuchung [La falda sagrada de Trieste y las otras veinte faldas sagradas descosidas. Una investigación histórica], con Johann Gildemeister, Düsseldorf, Buddeus, 1844-1845.
- Geschichte der Revolutionszeit von 1789–1795 [Historia de la época revolucionaria de 1789-1795], 5 vols., Düsseldorf, 1853-1879.
- Die deutsche Nation und das Kaiserreich. Eine historisch-politische Abhandlung [La nación alemana y el Imperio. Una disertación histórico-política]. Düsseldorf, Buddeus, 1862.
- Kleine historische Schriften [Escritos históricos menores], 3 vols., Múnich, 1869-1880.
- Vorträge und Aufsätze [Conferencias y ensayos], Berlín, 1874.
- Die Begründung des Deutschen Reiches durch Wilhelm I. vornehmlich nach den preußischen Staatsacten [La fundación del Imperio alemán por Guillermo I, principalmente según las actas estatales prusianas]. 7 vols., Múnich, 1889-1894.
- Vorträge und Abhandlungen [Conferencias y disertaciones] (ed. Conrad Varrentrapp), Múnich, 1897.